# Cotinga de Remsen
Doliornis remseni
Espèce
Synonymes
- Ampelion remseni remseni Stotz & al. (1996)[2]

Statut de conservation UICN

 VU A2c+3c+4c;B1ab(i,ii,iii,v);C2a(i) : Vulnérable
Le Cotinga de Remsen (Doliornis remseni) est une espèce de passereaux de la famille des Cotingidae.
Son nom est attribué à l'ornithologue américain James Van Remsen Jr. (en).